# Tolna vármegyei 3. sz. országgyűlési egyéni választókerület
A Tolna vármegyei 3. sz. országgyűlési egyéni választókerület egyike annak a 106 választókerületnek, amelyre a 2011. évi CCIII. törvény Magyarország területét felosztja, és amelyben a választópolgárok egy-egy országgyűlési képviselőt választhatnak. A választókerület nevének szabványos rövidítése: Tolna 03. OEVK. Székhelye: Paks

## Területe
A választókerület az alábbi településeket foglalja magába:
1. Belecska
2. Bikács
3. Bölcske
4. Dunaföldvár
5. Dunaszentgyörgy
6. Felsőnyék
7. Fürged
8. Gerjen
9. Gyönk
10. Györköny
11. Iregszemcse
12. Kajdacs
13. Keszőhidegkút
14. Kisszékely
15. Madocsa
16. Magyarkeszi
17. Miszla
18. Nagydorog
19. Nagyszékely
20. Nagyszokoly
21. Németkér
22. Ozora
23. Paks
24. Pálfa
25. Pári
26. Pincehely
27. Pusztahencse
28. Regöly
29. Sárszentlőrinc
30. Simontornya
31. Szárazd
32. Tamási
33. Tolnanémedi
34. Udvari

## Országgyűlési képviselője
| Név         | Párt                                         | Párt        | Terminus    | Megjegyzés                                   |
| ----------- | -------------------------------------------- | ----------- | ----------- | -------------------------------------------- |
| Hirt Ferenc |                                              | Fidesz-KDNP | 2014 – 2018 | A 2014-es országgyűlési választás eredménye: |
| Süli János  |                                              | Fidesz-KDNP | 2018 –      | A 2018-as országgyűlési választás eredménye: |
| Süli János  | A 2022-es országgyűlési választás eredménye: | Fidesz-KDNP | 2018 –      |                                              |

## Demográfiai profilja
| Iskolai végzettség                | Iskolai végzettség               | Iskolai végzettség | Iskolai végzettség | Iskolai végzettség |
| --------------------------------- | -------------------------------- | ------------------ | ------------------ | ------------------ |
|                                   |                                  |                    |                    | fő                 |
| Általános iskolát nem végezte el  | Általános iskolát nem végezte el |                    | 1754               | 1754               |
| Általános iskola                  | Általános iskola                 |                    | 13350              | 13350              |
| Szakmunkás                        | Szakmunkás                       |                    | 16275              | 16275              |
| Érettségi                         | Érettségi                        |                    | 17416              | 17416              |
| Diploma                           | Diploma                          |                    | 9151               | 9151               |
| A 2022. évi népszámlálás szerint. |                                  |                    |                    |                    |

A Tolna vármegyei 3. sz. választókerület lakónépessége 2022. október 1-jén 70 362 fő volt. A 2011-es és a 2022-es népszámlálás között 6876 fővel csökkent a választókerület lakosság száma. A választókerületben a korösszetétel alapján a legtöbben a középkorúak élnek 25 533 fővel, míg a legkevesebben a gyermekek 12 416 fővel. A választókerület lakosságának a 80,4%-nál van internet elérési lehetőség.
A legmagasabb befejezett iskolai végzettség szerint az érettségi végzettséggel rendelkezők élnek a legtöbben 17 416 fő, utánuk a következő nagy csoport a szakmunkások 16 275 fővel.
Gazdasági aktivitás szerint a lakosság közel fele foglalkoztatott 32 476 fő, második legjelentősebb csoport az inaktív keresők, akik főleg nyugdíjasok 19 156 fővel.
A választókerület legjelentősebb nemzetiségi csoportja a német 1522 fő, illetve a cigány 1390 fő. Magyar állampolgársággal nem rendelkező külföldi állampolgárok aránya 1,2%.
Vallási összetétel szerint a választókerületben lakók legnagyobb vallása a római katolikus (19 340 fő), valamint jelentős közösség még a reformátusok (5537 fő). A vallási közösséghez nem tartozók száma szintén jelentős (7655 fő), a választókerületben a második legnagyobb csoport a római katolikus vallás után.

## Országgyűlési választások

### 2014
A 2014-es országgyűlési választáson az alábbi jelöltek indultak:

### 2018

#### A 2018-as országgyűlési választáson az alábbi jelöltek indultak
- Süli János (Fidesz-KDMP) [szavazatok száma: 23 605 (57.78%)]
- Bencze János (Jobbik) [szavazatok száma: 9 900 (24.23%)]
- Heringes Anita (MSZP-Párbeszéd) [szavazatok száma: 4 806 (11.76%)]
- Dömötörné Solymár Orsika (LMP) [szavazatok száma: 1 259 (3.08%)]
- Dobosi Norbert (Momentum) [szavazatok száma: 527 (1.29%)]
- Szarka Sándor (Munkáspárt) [szavazatok száma: 151 (0.37%)]
- Janecska Zoltán (MIÉP) [szavazatok száma: 142 (0.35%)]
- Slámer István (Értünk értetek) [szavazatok száma: 70 (0.17%)]
- Farkas Katalin (Közös nevező) [szavazatok száma: 56 (0.14%)]
- Fodor Judit (Összefogás párt) [szavazatok száma: 51 (0.12%)]
- Bodnár Edina (MCP) [szavazatok száma: 36 (0.09%)]
- Szalay Levente (SZEM párt) [szavazatok száma: 35 (0.09%)]
- Szabados-Molnár Adrián (MISZEP) [szavazatok száma: 34 (0.08%)]
- Demeter Krisztián (Hajrá Magyarország!) [szavazatok száma: 29 (0.07%)]
- Csingár Eszter (Iránytű) [szavazatok száma: 26 (0.06%)]
- Balázs János (KEDN) [szavazatok száma: 23 (0.06%)]
- Ignácz Imre (ÉBMP) [szavazatok száma: 22 (0.05%)]
- Orsós Olívia (EU.ROM) [szavazatok száma: 21 (0.05%)]
- Janó Ferenc (NP) [szavazatok száma: 19 (0.05%)]
- Pataki György (TAMP) [szavazatok száma: 18 (0.04%)]
- Orsós Zsolt (Tenni akarás mozgalom) [szavazatok száma: 15 (0.04%)]
- Király Roland (ECDP) [szavazatok száma: 9 (0.02%)]
- Pfeifer Roxána (HAM) [szavazatok száma: 0 (0.0%) visszalépett/kiesett]

#### Részvételi adatok
A szavazókörben megjelent választópolgárok száma: 39 581
Átjelentkezéssel és külképviseleten szavazók beérkezett borítékjainak száma: 1 671
Urnában és beérkezett borítékokban lévő szavazólapok száma: 41 216
Érvénytelen szavazólapok száma: 362 (0.88%)
Érvényes szavazólapok száma: 40 854 (99.12%)
Megjelent: 41 252 fő (67.07%)
Nem szavazott 20 252 fő (32.93%)